# أبو عمر البغدادي
أبو عمر البغدادي واسمه الحقيقي حامد داود محمد خليل الزاوي (1959 - 2010) أمير تنظيم دولة العراق الإسلامية من 21 رمضان، 2006 إلى 2010 كان أميراً لجيش الطائفة المنصورة ثم بايع تنظيم القاعدة في بلاد الرافدين الذي شكل فيما بعد مع جماعات أخرى مجلس شورى المجاهدين،  تم اختياره أميراً لمجلس شورى المجاهدين في العراق خلفاً لأبو مصعب الزرقاوي تحت اسم أبو عبد الله الراشد البغدادي، ثم أميراً لدولة العراق الإسلامية. كان يعمل في سلك الأمن ثم تركه بعد اعتناقه الفكر السلفي حوالي عام 1985 ثم أصبح من أبرز منظريه، حيث طرد من قبل نظام صدام حسين.

## أنباء مصرعه
- أعلن نائب وزير الداخلية العراقي الخميس الموافق للثالث من مايو عام 2007 أن القوات الأمريكية والعراقية قتلت أمير «دولة العراق الإسلامية» الذي قتل في اشتباك الأربعاء في منطقة الغزالية بشمال غربي بغداد[3]، ولكن الجنرال وليام كالدويل المتحدث باسم الجيش الأمريكي في العراق قال أن قواته قتلت «مسؤول الاعلام» في دولة العراق الإسلامية المدعو محارب عبد اللطيف الجبوري والذي اعترفت «دولة العراق الإسلامية» بمقتله لاحقاً من خلال بيان نشر على الإنترنت وهو على قيد الحياة.[3]
- أعلنت الحكومة العراقية يوم الخميس 23 أبريل 2009 اعتقال البغدادي بعد ساعات قليلة من عمليات عنيفة هزت منطقة ديالى وبغداد مستهدفة إيرانيين والشرطة العراقية لكن الإعلان عن الاعتقال بدأ يراجع تدريجياً ولم يتم تأكيد الاعتقال من عدمه ، ورغم تفجيرات الكاظمية في اليوم التالي ، لكن المفاجأة التي خرجت للحكومة العراقية في الخطاب الذي خرج به أبو عمر البغدادي الحسيني في يوم الخميس الموافق الأربعاء 8/7/2009 ، وهذه شكلت ضربة قاصمة للحكومة العراقية رغم أن القوات الأمريكية نفت الاعتقال من البداية.
- أنباء عن مقتله وتأكيد للخبر لأول مرة من جانب قوات الاحتلال الأمريكية في يوم الاثنين 19/4/2010

## مقتله
أعلنت وزارة الهيئات الشرعية بدولة العراق الإسلامية، نبأ مقتل أبو عمر البغدادي، وقد أعلن مجلس شورى المجاهدين لاحقاً عن تولي أبو بكر البغدادي إمارة دولة العراق الإسلامية، ومما تركه البغدادي من إرث كثير خطبتان مهمتان : البنيان المرصوص، رسالة لحكام البيت الأبيض الجدد.